# Số nguyên tố Wolstenholme
Trong lý thuyết số, số nguyên tố Wolstenholme là loại số nguyên tố đặc biệt thỏa mãn dạng mạnh hơn của định lý Wolstenholme. Định lý Wolstenholme là quan hệ đồng dư được thỏa mãn bởi mọi số nguyên tố lớn hơn ba. Các số nguyên tố Wolstenholme được đặt tên theo nhà toán học Joseph Wolstenholme, người lần đầu phát biểu định lý trên trong thế kỷ 19.
Các số nguyên tố này được chú ý tới bởi quan hệ của chúng với định lý lớn Fermat. Ngoài ra các số nguyên tố Wolstenholme cũng có quan hệ với một số lớp nguyên tố khác.
Chỉ có hai số nguyên tố Wolstenholme được biết là 16843 và 2124679 (dãy số A088164  trong bảng OEIS). Không có số nguyên tố Wolstenholme nào khác nằm dưới 109.

## Định nghĩa
Số nguyên tố Wolstenholme có thể định nghĩa dưới các cách sau.

### Định nghĩa qua hệ số nhị thức
Số nguyên tố Wolstenholme là số nguyên tố p > 7 thỏa mãn biểu thức đồng dư sau:
{\displaystyle {2p-1 \choose p-1}\equiv 1{\pmod {p^{4}}},}
Trong đó dấu ngoặc ở vế trái kí hiệu hệ số nhị thức.
Định lý Wolstenholme phát biểu rằng với mọi số nguyên tố p > 3 quan hệ đồng dư sau được thỏa mãn:
{\displaystyle {2p-1 \choose p-1}\equiv 1{\pmod {p^{3}}}.}

### Định nghĩa qua các số Bernoulli
Số nguyên tố Wolstenholme là số nguyên tố p là ước của tử số của số Bernoulli Bp−3. Do đó các số nguyên tố Wolstenholme tạo thành tập con của các số nguyên tố phi chính quy.

### Định nghĩa qua các cặp số phi chính quy
Số nguyên tố Wolstenholme là số nguyên tố p sao cho (p, p–3) là cặp số phi chính quy.

### Định nghĩa qua các số điều hòa
Số nguyên tố Wolstenholme là số nguyên tố  p sao cho
{\displaystyle H_{p-1}\equiv 0{\pmod {p^{3}}}\,,}

## Tìm kiếm số nguyên tố Wolstenholme
Công cuộc tìm kiếm các số nguyên tố Wolstenholme bắt đầu từ những năm 1960 cho tới ngày nay, với kết quả mới nhất vào năm 2007. Số nguyên tố Wolstenholme đầu tiên 16843 được tìm thấy vào năm 1964, mặc dù nó không được báo cáo vào thời gian đó. Phát hiện năm 1964 sau đó được công nhận vào những năm 1970. Đây là số nguyên tố Wolstenholme duy nhất được biết trong suốt 20 năm, cho đến khi thông báo tìm được thêm số nguyên tố Wolstenholme thứ hai 2124679 trong 1993. Cho tới 1,2×107, không có số nguyên tố Wolstenholme nào khác được tìm thấy. Sau này được cải tiến lên tới 2×108 bởi McIntosh vào 1995. Trevisan & Weber cải tiến thêm lên tới 2,5×108. Kết quả mới nhất trong 2007 báo cáo rằng không có số nguyên tố Wolstenholme nào khác nằm dưới 109.

## Phỏng đoán số số nguyên tố Wolstenholme
Hiện các nhà toán học đang giả thuyết rằng có vô số số nguyên tố Wolstenholme. Hơn nữa còn có giả thuyết số các số nguyên tố Wolstenholme nhỏ hơn hoặc bằng x nằm vào khoảng ln ln x, trong đó ln ký hiệu lôgarit tự nhiên. Với mỗi số nguyên tố p ≥ 5, thương Wolstenholme được định nghĩa như sau
{\displaystyle W_{p}{=}{\frac {{2p-1 \choose p-1}-1}{p^{3}}}.}
p là số nguyên tố Wolstenholme khi và chỉ khi Wp ≡ 0 (mod p). 